# Mitchell Weiser
Mitchell-Elijah Weiser (ur. 21 kwietnia 1994 w Troisdorfie) – niemiecki piłkarz występujący na pozycji prawego obrońcy w niemieckim klubie Werder Brema. Były młodzieżowy reprezentant Niemiec.

## Kariera klubowa
Syn Patricka Weisera, dawnego obrońcy i pomocnika, rozpoczął karierę w Eintrachcie Veltenhof, z którego w 2005 przeniósł się do 1. FC Köln. W 2010 został włączony do drużyny rezerw. Zagrał dla niej w dwóch meczach, udało mu się wystąpić w jednym meczu dla pierwszej drużyny (wszedł w 74 minucie meczu z Bayerem 04 Leverkusen za Mato Jajalo). Dzięki występowi w tym spotkaniu został najmłodszym graczem Köln w historii. W zespole młodzieżowym strzelił w sezonie 2010/2011 11 goli i zaliczył 23 asysty, czym przyczynił się do zdobycia przez nią mistrzostwa. W 2012 kupił go Bayern Monachium. 1 czerwca doszło do podpisania trzyletniego kontraktu z bawarskim klubem. Dla drużyny rezerw rozegrał 9 meczów, w których strzelił 1 gola. Nie zadebiutował w pierwszej drużynie w lidze, ale zagrał dla niej w pucharze kraju 31 października 2012 z Kaiserslautern, w którym wszedł w 79. minucie za kontuzjowanego Rafinhę. 2 stycznia 2013 został wypożyczony do Kaiserslautern, dla którego rozegrał 13 meczów i zdobył 2 gole. W nowym klubie zadebiutował w wygranym 1:0 meczu z TSV 1860 Monachium. Wystąpił wtedy w podstawowym składzie; boisko opuścił w 86. minucie, a zastąpił go Florian Riedel, który minutę później zdobył zwycięską bramkę. 1 lipca 2013 młody pomocnik wrócił do Bayernu, w którym gra z numerem 23. Sezon 2013/2014 Weiser rozpoczął od występu w Lidze Mistrzów z Viktorią Pilzno 5 listopada 2013. W Bundeslidze zadebiutował 5 kwietnia 2014 w przegranym 0:1 meczu wyjazdowym z FC Augsburg. 18 czerwca 2015 podpisał trzyletni kontrakt z nowym klubem Hertha BSC.

## Kariera reprezentacyjna
10 czerwca 2010 zadebiutował w reprezentacji Niemiec do lat 16 w wygranym 6-0 meczu przeciwko Cyprowi. Pierwszego gola strzelił dla reprezentacji U-17 4 września 2010 przeciwko Azerbejdżanowi. Po dobrych występach na mistrzostwach świata U-17 w 2011 zaczęto go porównywać do Daniego Alvesa. 29 lutego 2012 zadebiutował w kadrze U-18 w meczu z Holandią. Był to jego jedyny mecz w tej reprezentacji. 6 września 2013 zaliczył debiut w kadrze do lat 20 w meczu z Polską. Drugi mecz w tej reprezentacji miał miejsce 10 października 2013, a rywalem była Turcja, trzeci – z Holandią – odbył się dwa dni później, czwarty miał miejsce 14 października 2013, a przeciwnikami byli Czesi, natomiast piąty – z Włochami odbył się 15 kwietnia 2014.

## Statystyki
(aktualne na dzień 28 stycznia 2023)
| Klub                        | Sezon              | Liga               | Liga  | Liga   | Puchar kraju | Puchar kraju | Europa | Europa | Suma  | Suma   |
| Klub                        | Sezon              | Liga               | Mecze | Bramki | Mecze        | Bramki       | Mecze  | Bramki | Mecze | Bramki |
| --------------------------- | ------------------ | ------------------ | ----- | ------ | ------------ | ------------ | ------ | ------ | ----- | ------ |
| 1. FC Köln                  | 2011/12            | Bundesliga         | 1     | 0      | 0            | 0            | –      | –      | 1     | 0      |
| 1. FC Köln                  | Ogólnie            | Ogólnie            | 1     | 0      | 0            | 0            | 0      | 0      | 1     | 0      |
| Bayern Monachium            | 2012/13            | Bundesliga         | 0     | 0      | 1            | 0            | –      | –      | 1     | 0      |
| Bayern Monachium            | 2013/14            | Bundesliga         | 3     | 0      | 0            | 0            | 1      | 0      | 4     | 0      |
| Bayern Monachium            | 2014/15            | Bundesliga         | 13    | 1      | 1            | 0            | 2      | 0      | 16    | 1      |
| Bayern Monachium            | Ogólnie            | Ogólnie            | 16    | 1      | 2            | 0            | 3      | 0      | 21    | 1      |
| 1. FC Kaiserslautern (wyp.) | 2012/13            | 2. Bundesliga      | 13    | 2      | 0            | 0            | –      | –      | 13    | 2      |
| 1. FC Kaiserslautern (wyp.) | Ogólnie            | Ogólnie            | 13    | 2      | 0            | 0            | 0      | 0      | 13    | 2      |
| Hertha BSC                  | 2015/16            | Bundesliga         | 29    | 2      | 4            | 0            | –      | –      | 33    | 2      |
| Hertha BSC                  | 2016/17            | Bundesliga         | 17    | 2      | 2            | 2            | 2      | 0      | 21    | 4      |
| Hertha BSC                  | 2017/18            | Bundesliga         | 24    | 1      | 2            | 1            | 5      | 0      | 31    | 2      |
| Hertha BSC                  | Ogólnie            | Ogólnie            | 70    | 5      | 8            | 3            | 7      | 0      | 85    | 8      |
| Bayer 04 Leverkusen         | 2018/19            | Bundesliga         | 30    | 1      | 3            | 0            | 8      | 1      | 41    | 2      |
| Bayer 04 Leverkusen         | 2019/20            | Bundesliga         | 18    | 1      | 5            | 0            | 5      | 0      | 28    | 1      |
| Bayer 04 Leverkusen         | 2020/21            | Bundesliga         | 5     | 1      | 0            | 0            | 0      | 0      | 5     | 1      |
| Bayer 04 Leverkusen         | 2021/22            | Bundesliga         | 0     | 0      | 1            | 0            | 0      | 0      | 1     | 1      |
| Bayer 04 Leverkusen         | Ogólnie            | Ogólnie            | 53    | 3      | 9            | 0            | 13     | 1      | 75    | 5      |
| Werder Brema (wyp.)         | 2021/22            | 2. Bundesliga      | 24    | 2      | 0            | 0            | –      | –      | 24    | 2      |
| Werder Brema                | 2022/23            | Bundesliga         | 18    | 1      | 2            | 2            | –      | –      | 20    | 3      |
| Werder Brema                | Ogólnie            | Ogólnie            | 42    | 3      | 2            | 2            | 0      | 0      | 44    | 5      |
| Ogólnie w karierze          | Ogólnie w karierze | Ogólnie w karierze | 195   | 14     | 21           | 5            | 23     | 1      | 239   | 20     |

## Osiągnięcia

### Klubowe
Bayern Monachium
- Klubowe mistrzostwo świata (1x): 2013
- Superpuchar Europy UEFA (1x): 2013
- Mistrzostwo Niemiec (2x): 2013/2014, 2014/2015
- Puchar Niemiec (1x): 2013/2014
- Superpuchar Niemiec (1x): 2012

### Reprezentacyjne
- drugie miejsce na mistrzostwach Europy do lat 17 w 2011[28]
- trzecie miejsce na mistrzostwach świata do lat 17 w 2011 (strzelił 3 gole w 6 meczach)[29]